# Signe Trosten
Signe Trosten (* 30. März 1970 in Tana) ist eine ehemalige norwegische Biathletin.
Signe Trosten startete für Tana Idrettslag. Sie gehörte seit Ende der 1990er Jahre dem norwegischen Nationalkader an. In der Saison 1988/89 erreichte sie mit einem sechsten Rang in einem Sprint in Ruhpolding eines ihrer besten Weltcup-Resultate. Ihren größten internationalen Erfolg erreichte die Norwegerin bei den Weltmeisterschaften 1991 in Lahti, wo sie an der Seite von Synnøve Thoresen, Hildegunn Fossen und Unni Kristiansen im Mannschaftsrennen hinter den Vertretungen der Sowjetunion und Bulgariens die Bronzemedaille gewann. Zum Karrierehöhepunkt wurden die Olympischen Winterspiele 1992, wo Biathlon für Frauen erstmals olympisch war. Trosten kam in allen drei Rennen zum Einsatz. Im Sprint wurde sie mit zwei verfehlten Scheiben im Stehendschießen 19., im Einzel mit jeweils einem Fehler in den beiden Stehendschießen Zehnte. Im Staffelrennen kam sie als Startläuferin mit Hildegunn Fossen und Elin Kristiansen auf den siebten Platz. Letztes Großereignis wurden die Weltmeisterschaften 1993 in Borowetz. Hier kam Trosten im Einzel auf den 73. Rang. Ihre letzten Weltcuprennen bestritt sie 1995.
National gewann Trosten mehrere Medaillen bei Norwegischen Meisterschaften, ohne jedoch Titel erringen zu können. Ihre erste Medaille gewann sie 1992 in Skrautvål, als sie im Sprint hinter Grete Ingeborg Nykkelmo Vizemeisterin wurde. 1993 gewann sie mit der Vertretung der Provinz Troms sowohl im Sprint wie auch im Mannschaftsrennen die Silbermedaillen. Ein Jahr später wiederholte sie den Erfolg mit der Mannschaft und gewann zudem hinter Hildegunn Fossen und Anne Elvebakk die Bronzemedaille im Einzel.

## Weltcup-Platzierungen
Die Tabelle zeigt alle Platzierungen (je nach Austragungsjahr einschließlich Olympische Spiele und Weltmeisterschaften).
- 1.–3. Platz: Anzahl der Podiumsplatzierungen
- Top 10: Anzahl der Platzierungen unter den ersten zehn (einschließlich Podium)
- Punkteränge: Anzahl der Platzierungen innerhalb der Punkteränge (einschließlich Podium und Top 10)
- Starts: Anzahl gelaufener Rennen in der jeweiligen Disziplin
- Staffel: inklusive Mixed-Staffel

| Platzierung                                                                                                | Einzel | Sprint | Verfolgung | Massenstart | Team | Staffel | Gesamt |
| --- | ------ | ------ | ---------- | ----------- | ---- | ------- | ------ |
| 1. Platz                                                                                                   |        |        |            |             |      |         |        |
| 2. Platz                                                                                                   |        |        |            |             |      |         |        |
| 3. Platz                                                                                                   |        |        |            |             | 1    |         | 1      |
| Top 10 | 2      | 1      |            |             | 1    | 1       | 5      |
| Punkteränge                                                                                                | 4      | 5      |            |             | 1    | 1       | 11     |
| Starts | 10     | 10     |            |             | 1    | 1       | 22     |
| Stand: Karriereende, einschließlich Weltmeisterschaften und Olympischen Spielen, Daten wohl nicht komplett |        |        |            |             |      |         |        |